# Protetorado das Ilhas do Pacífico das Nações Unidas
Depois da derrota do Japão na Segunda Guerra Mundial, as Ilhas Carolinas e Marianas, na Micronésia, que tinham sido ocupadas por aquele país, passaram a ser administradas pelos Estados Unidos, como Protetorado das Nações Unidas (Trust Territory), oficialmente desde 18 de Julho de 1947 até 3 de Novembro de 1986, quando foi assinado um Tratado de Livre Associação entre os Estados Unidos e três países com independência nominal:
- a República das Ilhas Marshall,
- os Estados Federados da Micronésia e
- a República de Palau.

As Ilhas Marianas tornaram-se em 1978 dois territórios sob administração directa dos EUA:
- a Commonwealth das Marianas Setentrionais e
- o território de Guam.

As Nações Unidas só terminaram formalmente o estatuto de protetorado a 22 de Dezembro de 1990.

## História
A Espanha reivindicou inicialmente as ilhas que mais tarde compreendiam o território do Território de Confiança das Ilhas do Pacífico. Posteriormente, a Alemanha estabeleceu reivindicações concorrentes sobre as ilhas. As reivindicações foram eventualmente resolvidas a favor da Alemanha quando a Espanha, após a sua perda de várias possessões para os Estados Unidos durante a Guerra Hispano-Americana, cedeu suas reivindicações sobre as ilhas para a Alemanha em 1899, de acordo com o Tratado Germano-Espanhol (1899). A Alemanha, por sua vez, manteve a posse até as ilhas serem capturadas pelo Japão durante a Primeira Guerra Mundial. A Liga das Nações colocou formalmente as ilhas no antigo Mandato do Pacífico Sul, um mandato que autorizava a administração japonesa das ilhas. As ilhas permaneceram então sob controle japonês até serem capturadas pelos Estados Unidos, em 1944, durante a Segunda Guerra Mundial.